# Mary, Saône-et-Loire
Mary este o comună în departamentul Saône-et-Loire, Franța. În 2009 avea o populație de 228 de locuitori.

## Evoluția populației
| An        | 1975 | 1982 | 1990 | 1999 | 2006 | 2009 |
| --------- | ---- | ---- | ---- | ---- | ---- | ---- |
| Populație | 199  | 206  | 224  | 217  | 200  | 228  |